# Hôtel Mahfouf
Hôtel Mahfouf est une marque française de vêtements et accessoires fondée par Léna Mahfouf.

## Histoire
Léna Situations, déjà connue pour son succès sur YouTube et Instagram, annonce le lancement de sa marque via ses réseaux sociaux en juin 2022. Inspirée par son style personnel, ses expériences de vie et son environnement familial, la marque tire son nom du surnom donné à l'appartement de sa mère, qui a servi de décor à ses premières vidéos.
Le premier concept store éphémère, ouvre ses portes à Paris en août 2022. Ce lieu éphémère, conçu comme un hôtel, propose des produits de la marque, mais aussi un espace de restauration et des expériences interactives pour les visiteurs.

### Événements et collaborations
Hôtel Mahfouf organie  plusieurs événements éphémères, notamment des pop-up stores à Paris et Lyon, qui attirent des milliers de visiteurs. Ces espaces offrent des expériences interactives, comme des ateliers créatifs, des photobooths et des dégustations de boissons.
La marque collaborent avec d'autres entreprises, comme Schwarzkopf, Fenty Beauty ou Zalando,, pour des concours et des produits dérivés.

#### 2022
En août 2022, le premier concept store de l'Hôtel Mahfouf ouvre ses portes. Ce lieu éphémère, baptisé Room Service, propose une boutique-café où les visiteurs pouvaient acheter des vêtements et objets lifestyle de la marque, ainsi que déguster des boissons et des encas. L'inauguration a eu lieu en présence de Léna Situations et de son équipe.
En décembre 2022, pour célébrer Noël et le lancement de sa deuxième collection, l'Hôtel Mahfouf ouvre Le Chalet, un espace de 400 m2 réparti sur deux étages. Le Chalet propose un café, une boutique, et des activités conviviales autour d'un chocolat chaud.

#### 2023
En décembre 2023, après le succès des lieux parisiens, Léna Situations ouvre son premier pop-up à Bruxelles du 15 au 20 décembre 2023. Le thème est La Station de ski, avec une décoration immersive et des produits de la collection hivernale. Le lieu, réparti sur trois étages, comprend une boutique, un coin chill et un restaurant. L'événement attire plus de 10 000 visiteurs en six jours,.

#### 2024
Durée l'été 2024, un nouveau pop-up store est baptisée Camp Mahfouf à Paris.
En décembre 2024, un nouveau pop-up store est inauguré à Lyon en partenariat avec Tinder.

#### 2025
Pour célébrer la Saint-Valentin, l'Hôtel Mahfouf lance Room 14, une collection exclusive en collaboration avec Zalando. Le pop-up immersif, ouvre du 14 au 16 février 2025, propose une expérience avec des essayages, une chapelle Las Vegas pour des cérémonies d'union symboliques, ainsi qu'un café proposant des pâtisseries et boissons inédites. Les visiteurs peuvent également participer à des mini-jeux pour gagner des cadeaux.

## Produits
Hôtel Mahfouf se concentre sur des vêtements lifestyle, allant du loungewear au workwear, ainsi que sur des objets de décoration. Les produits sont fabriqués en France et en Europe, dans des usines respectant des conditions de travail éthiques et utilisant des matériaux de qualité.
La marque propose une gamme de tailles inclusives, allant du XXS au 3XL, et met en avant des pièces comme des sweatshirts, des joggings, des t-shirts et des combinaisons, ainsi que des bougies et des vases décoratifs.

## Réception et impact
Hôtel Mahfouf rencontre un succès notable dès son lancement, avec plusieurs articles rapidement en rupture de stock. Cependant, certains fans critiquent les prix élevés des produits, bien que Léna Situations explique que ces tarifs sont justifiés par la qualité et l'éthique de production.
La marque est également saluée pour son approche inclusive et son engagement envers une mode plus responsable,.